# Estigmene albida
Estigmene albida är en fjärilsart som beskrevs av Richard Harper Stretch 1874. Estigmene albida ingår i släktet Estigmene och familjen björnspinnare. Inga underarter finns listade i Catalogue of Life.